# Simone Demandt
Simone Demandt (* 1959 in Dortmund) ist eine deutsche Künstlerin.

## Leben
Simone Demandt studierte an der Staatlichen Akademie der Bildenden Künste Stuttgart und an der Universität Stuttgart. Kunstwissenschaft und Kunsterziehung schloss sie 1985 jeweils mit Staatsexamen ab.
Seit 1987 ist sie ausschließlich als freie Künstlerin tätig. Ihre Fotoarbeiten werden seit 1987 in Ausstellungen im In- und Ausland gezeigt, darunter in den Einzelausstellungen im Arp Museum Bahnhof Rolandseck in Remagen, im Museum Ostwall in Dortmund, im Museum Karlovy Vary in Tschechien, im Goetheinstitut Nancy in Frankreich, in der Staatlichen Kunsthalle Baden-Baden, außerdem in zahlreichen Gruppenausstellungen.
Ihre Arbeiten sind in Sammlungen im In- und Ausland vertreten. Seit 1996 lehrt sie Fotografie im künstlerischen Kontext an Hochschulen, zuletzt als Professorin an der Hochschule der Bildenden Künste Saar.

## Werk
Demandt widmet sich in ihren fotografischen Werkgruppen jeweils einem Themenkomplex. Als Beispiele seien genannt: atmosphärische Eigenschaften von Turnhallen, Garagen oder wissenschaftlichen Laboren bei Nacht.
Thema anderer Werkgruppen ist der Gegenstand als Oszillator zivilisatorischer Prozesse.
Mit ihren abstrakten, experimentellen Arbeiten schöpft die Künstlerin gestalterische Möglichkeiten der Fotografie und deren technische Grenzbereiche aus. Demandt arbeitet bevorzugt mit Analogkameras, um die Möglichkeiten der Langzeitbelichtung besser ausschöpfen zu können. Seit 2009 fotografiert sie Reihen älterer Menschen, wobei sie in das Kameramagazin mit Folien beklebte Etiketten einlegt, um eine sternförmige Rasterung über den einzelnen Fotografien zu erzeugen.
Simone Demandt ist Mitglied der Deutschen Fotografischen Akademie (DFA), des Deutschen Künstlerbundes und des Künstlerbundes Baden-Württemberg. Sie lebt in Baden-Baden.

## Ehrungen
- Hanna-Nagel-Preis, 2015